# Joaquín Casañ y Rigla
Joaquín Casañ y Rigla (Pueblo Nuevo del Mar, hoy parte del barrio Cabañal-Cañamelar de Valencia, 26 de mayo de 1805-Valencia, 31 de diciembre de 1868) fue un médico y catedrático universitario español, destacado por sus trabajos durante las epidemias de cólera que afectaron a la ciudad de Valencia y otros puntos del levante español en el siglo XIX, sus estudios sobre el paludismo y la revitalización que realizó de la patología y clínica siguiendo a autores pioneros como René Laënnec y Auguste François Chomel.

## Biografía
Curso los estudios de Medicina en la Universidad de Valencia. Fue profesor sustituto de la misma entre 1832 y 1847 en distintas cátedras como Clínica Médica o Afectos internos hasta 1846, y como regente en otras muchas como Patología médica, Patología general o Anatomía, al tiempo que se preparó para médico cirujano y doctorarse, lo que consiguió en ambos casos en 1842. En 1847 ganó la cátedra de Patología en la Universidad de Barcelona, si bien permutó la plaza meses después para dar clases en la universidad valenciana.
Durante las cinco graves epidemias de cólera que se sucedieron por España y Europa durante el siglo XIX, Casañ estuvo activo en las cuatro primeras (1834, 1854, 1860 y 1865). Lo hizo en su triple condición de médico, concejal del ayuntamiento de Valencia y miembro de la Junta de Sanidad de la ciudad. Junto con el también médico, José Romagosa y Gotzens, fue inspector durante las epidemias y trató de encontrar y organizar un tratamiento uniforme, así como métodos de sanear las habitaciones donde hubiera habido enfermos. En el caso de la epidemia de 1854, fue Joaquín Casañ quien dio la alerta en Valencia al tratar un paciente con cólera procedente de Barcelona. También, junto a Romagosa, realizó, sufragando los costes personalmente, necropsias a los fallecidos para abundar en el conocimiento y evolución de la enfermedad.
Como docente universitario, así como médico, fomentó la denominada «mentalidad anatomoclínica», que básicamente consistía en relacionar los fenómenos que se pueden obtener de manera sistemática de los enfermos, con las lesiones, modificaciones o alteraciones que revela posteriormente la autopsia. El método, formulado por vez primera por Xavier Bichat, se desarrolló por otros fisiólogos franceses después como René Laënnec y Auguste François Chomel; en España sus dos representantes pioneros fueron el propio Joaquín Casañ y Juan Bautista Peset. La mayoría de sus publicaciones se realizaron a través del Boletín del Instituto Médico Valenciano. Entre ellas se reseñan Consideraciones teórico-prácticas sobre las calenturas intermitentes (1844), Bases de la medicina teórica o especulativa (1841-1845), Consideraciones sobre la calentura menstra (1845) o Consejos populares sobre la curación y preservación del cólera morbo asiático (1854).
Casañ fue cofundador del Instituto Médico Valenciano, que presidió en dos ocasiones: 1842-1844 y 1863-68, miembro de la Real Academia de Medicina de Valencia, que también presidió (1867-68), académico de mérito de la Academia Quirúrgica Matritense, correspondiente de la Sociedade Das Ciências Médicas De Lisboa, socio de la Academia de Emulación de Santiago de Compostela, corresponsal de la Academia Quirúrgica Mallorquina, miembro de la Sociedad Médica de Socorros Mutuos y de la Real Sociedad Económica Valenciana de Amigos del País.